# 莫尔奇微型潛艇

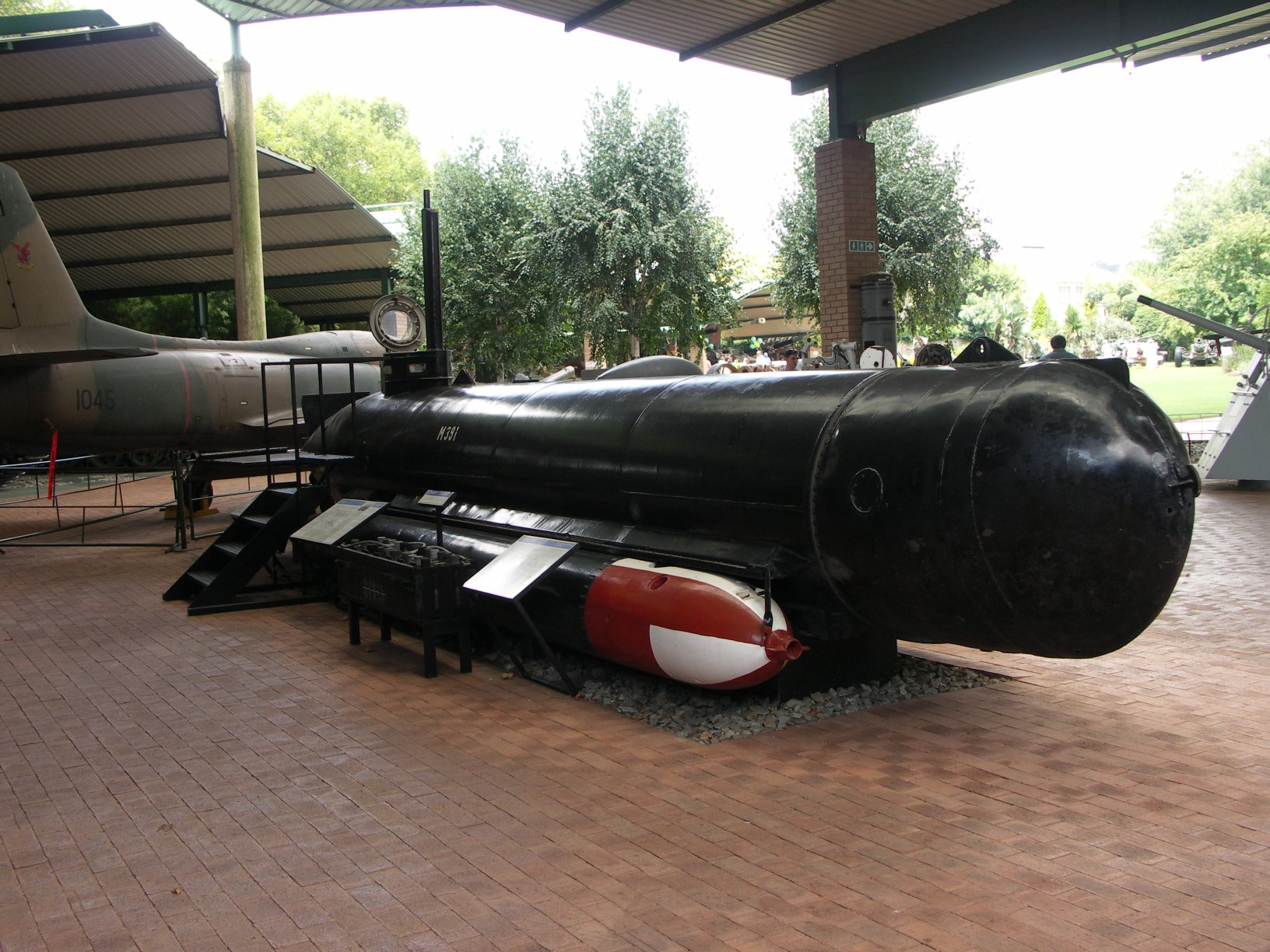
莫尔奇微型潛艇

莫尔奇（Molch）是第二次世界大战期间德国研发的一种单人微型潛艇，但研发结果并不成功。建成于1944年的莫尔奇是納粹德國海軍的首款微型潛艇，但在作战行动中几乎未尝胜绩，而且还遭受了严重损失。